# SuperTux
SuperTux is een jump 'n' run-computerspel, gebaseerd op Tux. SuperTux is een opensourcespel dat vrij te downloaden is voor verschillende besturingssystemen, alhoewel het oorspronkelijk voor Linux geschreven was. Vanwege de populariteit werden er nadien ook versies ontwikkeld voor Mac en Windows. Het spel maakt gebruik van SDL.
Het spel bevat een aantal levels, die steeds iets moeilijker worden. In dit spel neemt de speler het op tegen verschillend uitgedoste sneeuwballen en ijsblokjes. Deze vijanden kan men vernietigen door erop te springen of met vuurbolletjes te beschieten. De schietmogelijkheid moet men verdienen door eerst groot te worden door een ei op zich te laten vallen en daarna op een rode bloem te gaan staan. De meeste vijanden kan de speler ook in zijn eigen voordeel gebruiken, bijvoorbeeld door erop te springen en ze (eenmalig) als 'trampoline' te gebruiken of door erop te springen en ze beet te pakken en als projectiel te gebruiken. Om nieuwe levens te genereren, kan de speler munten verzamelen. Soms zijn deze verstopt in blokken en komen ze vrij als men er met zijn hoofd tegenaan springt. Dit is vergelijkbaar met de munten in Super Mario Bros.
Als de speler het spel heeft uitgespeeld, kan hij nog twee bonus-'eilanden' uitspelen met nieuwe levels. Als men ook deze heeft uitgespeeld, kan men op verschillende fansites door fans gemaakte levels downloaden. Vaak is dit wel voor de doorgewinterde speler, want ze zijn meestal erg moeilijk.

## Platforms
| Jaar | Platforms                 |
| ---- | ------------------------- |
| 2003 | Linux, Macintosh, Windows |
| 2009 | Symbian                   |

## Ontvangst
| Beoordeeld door | Jaar | Platform  | Score |
| --------------- | ---- | --------- | ----- |
| Games4Mac       | 2005 | Macintosh | 85%   |
| Clubic          | 2008 | Macintosh | 70%   |
| VictoryGames.pl | 2005 | Windows   | 60%   |